# مصطفی طه
مصطفی طه (عربی: مصطفى طه؛ زادهٔ ۲۳ مارس ۱۹۱۰) یک بازیکن فوتبال اهل مصر است.

## تیم ملی
وی عضو تیم ملی فوتبال مصر در جام جهانی فوتبال ۱۹۳۴ بوده است.